# Duché d'Albret
Pour les articles homonymes, voir Albret.
 (février 2013).
Si vous disposez d'ouvrages ou d'articles de référence ou si vous connaissez des sites web de qualité traitant du thème abordé ici, merci de compléter l'article en donnant les références utiles à sa vérifiabilité et en les liant à la section « Notes et références ».

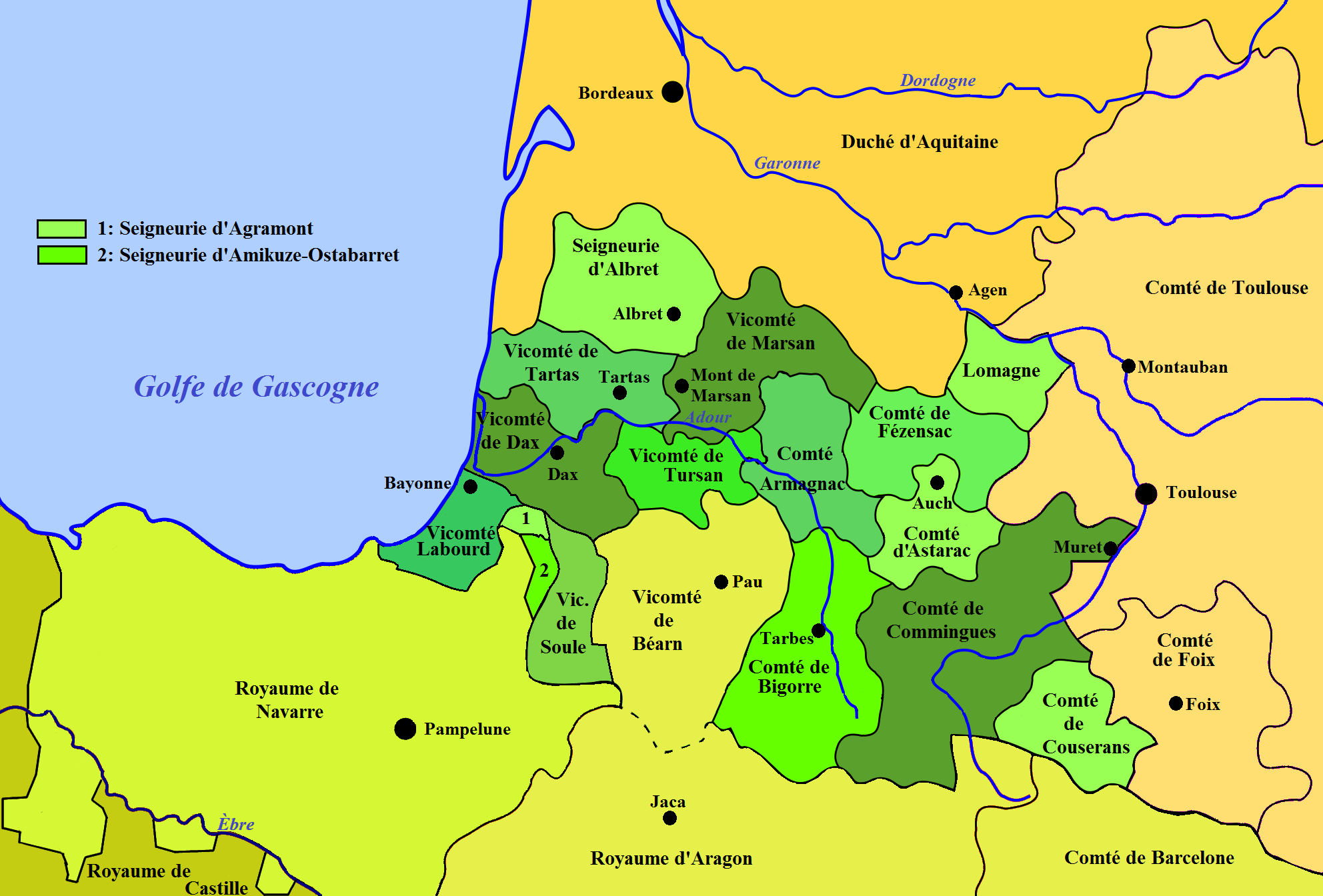
Carte des fiefs de Gascogne vers 1150.

Le duché d'Albret est un duché français créé en 1550 au bénéfice de la maison d'Albret. Il s'étendait au nord de la Gascogne. Nérac en fut la capitale.

## Histoire
Les sires d'Albret portent le titre de seigneur d'Albret jusqu'en 1550.
À cette date est constitué le duché d'Albret par et pour le roi de Navarre Henri II, à titre personnel.
Par lettres-patentes du mois de décembre 1556, le roi de France, Henri II, érige l'Albret en duché-pairie, en faveur du roi de Navarre, Antoine de Bourbon, et de son épouse, Jeanne d'Albret.
Le duché d'Albret comportait la baronnie de Nérac, les vicomtés de Castelmoron-d'Albret, de Tartas, du Marsan, de Boulogne (Saint-Pé-Saint-Simon), les seigneuries de Sainte-Maure (Sainte-Maure-de-Peyriac), de Torrebren (Labarrère), etc. Il s'étendait donc sur une partie des départements actuels des Landes (Marsan, Maremne, Aguais, Gabardan), de Gironde du Gers et du Lot-et-Garonne (Agenais).
Au XVIe siècle, le duché d'Albret fut terre huguenote :
- 1513 – 1534 : Alain d'Albret.
- 1523 : Jean d'Albret, ensuite donation à ses filles Marie d'Albret, veuve de Charles de Clèves, comte d'Eu, et à Charlotte d'Albret, mariée à Odet de Foix, comte de Nevers.

Il est accordé « en tant que sécurité » à Henri II de Bourbon-Condé (1588-1646).
Le duché d'Albret est uni à la couronne de France en 1607 à la suite de l'accession au trône d'Henri IV.
Par lettre-patentes du mois de novembre 1643, le pays de Guiche, qui était mouvant du duché, en est distrait.
Par contrat de mars 1651, Louis XIV cède l'Albret au duc de Bouillon, Frédéric-Maurice de La Tour d'Auvergne, en échange de la principauté de Sedan et Raucourt.
En 1836, Toussaint Jean Hippolyte de Cornulier rachète ce qu'il reste de l'ancien duché d'Albret.

## Héraldique
| Figure | Blasonnement                                                                                      |
| ------ | ------------------------------------------------------------------------------------------------- |
|        | L'Albret ancien, de gueules plain.                                                                |
|        | L'Albret moderne, écartelé en 1 et 4 d'azur aux trois fleurs de lys d'or et en 2 et 3 de gueules. |